# Jean-François Bédénik
Jean-François Bédénik (ur. 20 listopada 1978 w Seclin) – francuski piłkarz występujący na pozycji bramkarza.

## Kariera
Bédénik seniorską karierę rozpoczynał w 1998 roku w czwartoligowych rezerwach RC Lens. Następnie grał w trzecioligowym Valenciennes FC, a w 2000 roku przeszedł do drugoligowego klubu Le Mans UC 72. W sezonie 2002/2003 awansował z klubem do Ligue 1. W rozgrywkach tych zadebiutował 2 sierpnia 2003 w zremisowanym 0:0 meczu z RC Lens. W Le Mans Bédénik grał do końca sezonu 2003/2004.
Latem 2004 odszedł do szwajcarskiego Neuchâtel Xamax. W szwajcarskiej ekstraklasie pierwszy mecz rozegrał 17 lipca 2004 przeciwko FC Schaffhausen (1:1). W Neuchâtel spędził dwa sezony, po czym przeniósł się do greckiego Ionikosu. W Alpha Ethniki zadebiutował 20 sierpnia 2006 w zremisowanym 1:1 spotkaniu z Ergotelis. W grudniu 2006 rozwiązał swój kontrakt z Ionikosem.
W styczniu 2007 został zawodnikiem trzecioligowego francuskiego klubu US Boulogne. W sezonie 2006/2007 awansował z nim do Ligue 2, a dwa sezony później do Ligue 1. W połowie 2010 roku wrócił do Neuchâtel Xamax, którego barwy reprezentował do stycznia 2012. W lipcu 2012 przeszedł do trzecioligowego Vannes OC. W 2014 roku został z nim zdegradowany do siódmej ligi. Następnie, w przeciągu dwóch sezonów zanotował z klubem dwa awanse. Karierę zakończył w 2017 roku, gdy Vannes grało w piątej lidze.

## Statystyki ligowe
| Rozgrywki          | Poziom | Kraj       | Mecze | Bramki |
| ------------------ | ------ | ---------- | ----- | ------ |
| Ligue 1            | I      | Francja    | 53    | 0      |
| Ligue 2            | II     | Francja    | 85    | 0      |
| Swiss Super League | I      | Szwajcaria | 94    | 0      |
| Alpha Ethniki      | I      | Grecja     | 14    | 0      |